# Bahnstrecke Greenfield–Troy
| Streckenlänge: | 138½ km              |                                                |                                                |
| Spurweite: | 1435 mm (Normalspur) |                                                |                                                |
| Zweigleisigkeit: | teilweise            |                                                |                                                |
| |                      |                                                |                                                |
| Gesellschaft: | PAS                  |                                                |                                                |
| \| \| \| von Fitchburg und Springfield \| \| \| \| 0 \| Greenfield MA \| Greenfield MA \| \| \| \| nach East Northfield \| \| \| \| \| Connecticut Valley Street Railway (Interurban) \| \| \| \| \| Green River \| \| \| \| \| Interstate 91 \| \| \| \| 9½ \| West Greenfield MA (früher West Deerfield) \| West Greenfield MA (früher West Deerfield) \| \| \| 13 \| South River MA \| South River MA \| \| \| \| Straßenbahn nach Burkeville \| \| \| \| 14½ \| Bardwell MA \| Bardwell MA \| \| \| \| Deerfield River \| \| \| \| \| von New Haven \| \| \| \| 15½ \| Shelburne Junction MA \| Shelburne Junction MA \| \| \| 22½ \| Shelburne Falls MA \| Shelburne Falls MA \| \| \| \| Straßenbahn nach Colrain \| \| \| \| \| Clesson Brook \| \| \| \| 27½ \| Buckland MA \| Buckland MA \| \| \| 37 \| Charlemont MA \| Charlemont MA \| \| \| \| Chickley River \| \| \| \| \| Deerfield River \| \| \| \| 42 \| Zoar MA \| Zoar MA \| \| \| \| Steele Brook \| \| \| \| 48½ \| Hoosac Tunnel MA (früher Keilbahnhof) \| Hoosac Tunnel MA (früher Keilbahnhof) \| \| \| \| von Wilmington \| \| \| \| \| Deerfield River \| \| \| \| \| Hoosac Tunnel (7640m) \| \| \| \| \| Berkshire Street Railway (Interurban) \| \| \| \| \| Strecke Pittsfield–North Adams \| \| \| \| \| von Pittsfield \| \| \| \| 61 \| North Adams MA \| North Adams MA \| \| \| \| Hoosic River \| \| \| \| \| Berkshire Street Railway (Interurban) \| \| \| \| \| Berkshire Street Railway (Interurban) \| \| \| \| \| Hoosic River \| \| \| \| 63 \| Braytonville MA \| Braytonville MA \| \| \| \| Berkshire Street Railway (Interurban) \| \| \| \| 64½ \| Greylock MA \| Greylock MA \| \| \| 66 \| Blackinton MA \| Blackinton MA \| \| \| \| Berkshire Street Railway (Interurban) \| \| \| \| 69 \| Williamstown MA \| Williamstown MA \| \| \| \| Fortsetzung als 2. Streckengleis \| \| \| \| \| Massachusetts/Vermont \| \| \| \| 75½ \| Pownal VT \| Pownal VT \| \| \| 80½ \| North Pownal VT \| North Pownal VT \| \| \| \| Verbindungsgleis \| \| \| \| \| Vermont/New York (Hoosic River) \| \| \| \| \| Hoosic River \| \| \| \| 87 \| Petersburg Junction NY \| Petersburg Junction NY \| \| \| \| Strecke North Bennington–Chatham \| \| \| \| 90 \| Hoosick NY \| Hoosick NY \| \| \| \| Verbindungsgleis \| \| \| \| 95 \| Hoosick Falls NY \| Hoosick Falls NY \| \| \| \| Strecke North Pownal–Rotterdam Junction \| \| \| \| \| Hoosick Falls NY \| \| \| \| \| Hoosic River (2×) \| \| \| \| \| von Rutland \| \| \| \| 98 \| Hoosick Junction NY \| Hoosick Junction NY \| \| \| \| Walloomsac River \| \| \| \| \| von Castleton \| \| \| \| \| Hoosic River \| \| \| \| 101½ \| Eagle Bridge NY (Keilbahnhof) \| Eagle Bridge NY (Keilbahnhof) \| \| \| \| Verbindungsgleis \| \| \| \| \| Buskirk NY \| \| \| \| 104½ \| East Buskirk NY \| East Buskirk NY \| \| \| \| von Greenwich \| \| \| \| 112½ \| Johnsonville NY \| Johnsonville NY \| \| \| \| Verbindungsgleis \| \| \| \| \| nach Rotterdam Junction \| \| \| \| 116 \| Valley Falls NY \| Valley Falls NY \| \| \| 119 \| East Schaghticoke NY \| East Schaghticoke NY \| \| \| \| Tomhannock Creek \| \| \| \| 125½ \| Melrose NY \| Melrose NY \| \| \| 133½ \| Lansingburgh NY \| Lansingburgh NY \| \| \| \| Güterbahnhof Troy NY (Hoosick Street) \| \| \| \| \| von Rouses Point \| \| \| \| 138½ \| Troy NY Union Station \| Troy NY Union Station \| \| \| \| nach Rensselaer \| \| |                      |                                                |                                                |
| Strecke |                      | von Fitchburg und Springfield                  | von Fitchburg und Springfield                  |
| Dienststation / Betriebs- oder Güterbahnhof | 0                    | Greenfield MA                                  | Greenfield MA                                  |
| Abzweig geradeaus und nach rechts |                      | nach East Northfield                           | nach East Northfield                           |
| Kreuzung geradeaus oben (Querstrecke außer Betrieb) |                      | Connecticut Valley Street Railway (Interurban) | Connecticut Valley Street Railway (Interurban) |
| Brücke über Wasserlauf |                      | Green River                                    | Green River                                    |
| Strecke mit Straßenbrücke |                      | Interstate 91                                  | Interstate 91                                  |
| ehemaliger Bahnhof | 9½                   | West Greenfield MA (früher West Deerfield)     | West Greenfield MA (früher West Deerfield)     |
| ehemaliger Haltepunkt / Haltestelle · Kopfbahnhof Streckenanfang (Strecke außer Betrieb) | 13                   | South River MA                                 | South River MA                                 |
| Strecke · Strecke nach links (außer Betrieb) |                      | Straßenbahn nach Burkeville                    | Straßenbahn nach Burkeville                    |
| Dienststation / Betriebs- oder Güterbahnhof | 14½                  | Bardwell MA                                    | Bardwell MA                                    |
| Brücke über Wasserlauf |                      | Deerfield River                                | Deerfield River                                |
| Abzweig geradeaus und ehemals von links |                      | von New Haven                                  | von New Haven                                  |
| ehemaliger Haltepunkt / Haltestelle | 15½                  | Shelburne Junction MA                          | Shelburne Junction MA                          |
| Kopfbahnhof Streckenanfang (Strecke außer Betrieb) · Dienststation / Betriebs- oder Güterbahnhof | 22½                  | Shelburne Falls MA                             | Shelburne Falls MA                             |
| Strecke nach rechts (außer Betrieb) · Strecke |                      | Straßenbahn nach Colrain                       | Straßenbahn nach Colrain                       |
| Brücke über Wasserlauf |                      | Clesson Brook                                  | Clesson Brook                                  |
| Dienststation / Betriebs- oder Güterbahnhof | 27½                  | Buckland MA                                    | Buckland MA                                    |
| Dienststation / Betriebs- oder Güterbahnhof | 37                   | Charlemont MA                                  | Charlemont MA                                  |
| Brücke über Wasserlauf |                      | Chickley River                                 | Chickley River                                 |
| Brücke über Wasserlauf |                      | Deerfield River                                | Deerfield River                                |
| Dienststation / Betriebs- oder Güterbahnhof | 42                   | Zoar MA                                        | Zoar MA                                        |
| Brücke über Wasserlauf |                      | Steele Brook                                   | Steele Brook                                   |
| Dienststation / Betriebs- oder Güterbahnhof | 48½                  | Hoosac Tunnel MA (früher Keilbahnhof)          | Hoosac Tunnel MA (früher Keilbahnhof)          |
| Abzweig geradeaus und ehemals von rechts |                      | von Wilmington                                 | von Wilmington                                 |
| Brücke über Wasserlauf |                      | Deerfield River                                | Deerfield River                                |
| Tunnel |                      | Hoosac Tunnel (7640m)                          | Hoosac Tunnel (7640m)                          |
| Kreuzung geradeaus oben (Querstrecke außer Betrieb) |                      | Berkshire Street Railway (Interurban)          | Berkshire Street Railway (Interurban)          |
| Strecke von links · Kreuzung geradeaus oben |                      | Strecke Pittsfield–North Adams                 | Strecke Pittsfield–North Adams                 |
| Strecke nach links · Abzweig geradeaus und von rechts |                      | von Pittsfield                                 | von Pittsfield                                 |
| Dienststation / Betriebs- oder Güterbahnhof | 61                   | North Adams MA                                 | North Adams MA                                 |
| Brücke über Wasserlauf |                      | Hoosic River                                   | Hoosic River                                   |
| Kreuzung geradeaus unten (Querstrecke außer Betrieb) |                      | Berkshire Street Railway (Interurban)          | Berkshire Street Railway (Interurban)          |
| Kreuzung geradeaus unten (Querstrecke außer Betrieb) |                      | Berkshire Street Railway (Interurban)          | Berkshire Street Railway (Interurban)          |
| Brücke über Wasserlauf |                      | Hoosic River                                   | Hoosic River                                   |
| ehemaliger Haltepunkt / Haltestelle | 63                   | Braytonville MA                                | Braytonville MA                                |
| Kreuzung geradeaus unten (Querstrecke außer Betrieb) |                      | Berkshire Street Railway (Interurban)          | Berkshire Street Railway (Interurban)          |
| ehemaliger Haltepunkt / Haltestelle | 64½                  | Greylock MA                                    | Greylock MA                                    |
| ehemaliger Bahnhof | 66                   | Blackinton MA                                  | Blackinton MA                                  |
| Kreuzung geradeaus unten (Querstrecke außer Betrieb) |                      | Berkshire Street Railway (Interurban)          | Berkshire Street Railway (Interurban)          |
| ehemaliger Bahnhof | 69                   | Williamstown MA                                | Williamstown MA                                |
| Strecke |                      | Fortsetzung als 2. Streckengleis               | Fortsetzung als 2. Streckengleis               |
| Grenze · Grenze (Strecke außer Betrieb) |                      | Massachusetts/Vermont                          | Massachusetts/Vermont                          |
| Dienststation / Betriebs- oder Güterbahnhof · Bahnhof (Strecke außer Betrieb) | 75½                  | Pownal VT                                      | Pownal VT                                      |
| ehemaliger Bahnhof · Bahnhof (Strecke außer Betrieb) | 80½                  | North Pownal VT                                | North Pownal VT                                |
| Abzweig ehemals geradeaus und nach links · Abzweig ehemals geradeaus und von rechts |                      | Verbindungsgleis                               | Verbindungsgleis                               |
| Grenze (Strecke außer Betrieb) · Grenze auf Brücke über Wasserlauf |                      | Vermont/New York (Hoosic River)                | Vermont/New York (Hoosic River)                |
| Strecke (außer Betrieb) · Brücke über Wasserlauf |                      | Hoosic River                                   | Hoosic River                                   |
| Bahnhof (Strecke außer Betrieb) · ehemaliger Bahnhof | 87                   | Petersburg Junction NY                         | Petersburg Junction NY                         |
| Kreuzung (Strecken außer Betrieb) · Kreuzung (Querstrecke außer Betrieb) |                      | Strecke North Bennington–Chatham               | Strecke North Bennington–Chatham               |
| Bahnhof (Strecke außer Betrieb) · Dienststation / Betriebs- oder Güterbahnhof | 90                   | Hoosick NY                                     | Hoosick NY                                     |
| Abzweig ehemals geradeaus und von links · Abzweig ehemals geradeaus und nach rechts |                      | Verbindungsgleis                               | Verbindungsgleis                               |
| Dienststation / Betriebs- oder Güterbahnhof · Strecke (außer Betrieb) | 95                   | Hoosick Falls NY                               | Hoosick Falls NY                               |
| Strecke von links (außer Betrieb) · Kreuzung geradeaus oben (Querstrecke außer Betrieb) · Strecke nach rechts (außer Betrieb) |                      | Strecke North Pownal–Rotterdam Junction        | Strecke North Pownal–Rotterdam Junction        |
| Bahnhof (Strecke außer Betrieb) · Strecke |                      | Hoosick Falls NY                               | Hoosick Falls NY                               |
| Strecke (außer Betrieb) · Brücke über Wasserlauf |                      | Hoosic River (2×)                              | Hoosic River (2×)                              |
| Kreuzung geradeaus unten (Strecke geradeaus außer Betrieb) · Abzweig geradeaus, nach rechts und von rechts |                      | von Rutland                                    | von Rutland                                    |
| Strecke (außer Betrieb) · ehemaliger Haltepunkt / Haltestelle | 98                   | Hoosick Junction NY                            | Hoosick Junction NY                            |
| Brücke über Wasserlauf (Strecke außer Betrieb) · Strecke |                      | Walloomsac River                               | Walloomsac River                               |
| Abzweig ehemals geradeaus und von rechts · Strecke |                      | von Castleton                                  | von Castleton                                  |
| Brücke über Wasserlauf · Brücke über Wasserlauf |                      | Hoosic River                                   | Hoosic River                                   |
| Dienststation / Betriebs- oder Güterbahnhof · Dienststation / Betriebs- oder Güterbahnhof | 101½                 | Eagle Bridge NY (Keilbahnhof)                  | Eagle Bridge NY (Keilbahnhof)                  |
| Abzweig ehemals geradeaus und nach links · Abzweig geradeaus und von rechts |                      | Verbindungsgleis                               | Verbindungsgleis                               |
| Haltepunkt / Haltestelle (Strecke außer Betrieb) · Strecke |                      | Buskirk NY                                     | Buskirk NY                                     |
| Strecke (außer Betrieb) · ehemaliger Haltepunkt / Haltestelle | 104½                 | East Buskirk NY                                | East Buskirk NY                                |
| Abzweig geradeaus und von rechts (Strecke außer Betrieb) · Strecke |                      | von Greenwich                                  | von Greenwich                                  |
| Bahnhof (Strecke außer Betrieb) · Dienststation / Betriebs- oder Güterbahnhof | 112½                 | Johnsonville NY                                | Johnsonville NY                                |
| Abzweig ehemals geradeaus und von links · Abzweig ehemals geradeaus und nach rechts |                      | Verbindungsgleis                               | Verbindungsgleis                               |
| Strecke nach rechts · Strecke (außer Betrieb) |                      | nach Rotterdam Junction                        | nach Rotterdam Junction                        |
| Bahnhof (Strecke außer Betrieb) | 116                  | Valley Falls NY                                | Valley Falls NY                                |
| Haltepunkt / Haltestelle (Strecke außer Betrieb) | 119                  | East Schaghticoke NY                           | East Schaghticoke NY                           |
| Brücke über Wasserlauf (Strecke außer Betrieb) |                      | Tomhannock Creek                               | Tomhannock Creek                               |
| Bahnhof (Strecke außer Betrieb) | 125½                 | Melrose NY                                     | Melrose NY                                     |
| Bahnhof (Strecke außer Betrieb) | 133½                 | Lansingburgh NY                                | Lansingburgh NY                                |
| Dienststation / Betriebs- oder Güterbahnhof (Strecke außer Betrieb) |                      | Güterbahnhof Troy NY (Hoosick Street)          | Güterbahnhof Troy NY (Hoosick Street)          |
| Abzweig geradeaus, nach rechts und von rechts (Strecke außer Betrieb) |                      | von Rouses Point                               | von Rouses Point                               |
| Bahnhof (Strecke außer Betrieb) | 138½                 | Troy NY Union Station                          | Troy NY Union Station                          |
| Strecke (außer Betrieb) |                      | nach Rensselaer                                | nach Rensselaer                                |

Die Bahnstrecke Greenfield–Troy ist eine Eisenbahnstrecke in Massachusetts, Vermont und New York (Vereinigte Staaten). Sie ist etwa 138 Kilometer lang und verbindet unter anderem die Städte Greenfield (Massachusetts), Pownal (Vermont), Johnsonville (New York) und Troy (New York). Die Strecke gehört den Pan Am Railways, die ausschließlich Güterverkehr auf ihr betreiben. Zwischen North Pownal und Hoosick befahren die Züge seit 1980 ausschließlich die parallel liegende Bahnstrecke North Pownal–Rotterdam Junction. Der Abschnitt von Johnsonville nach Troy ist stillgelegt und abgebaut.

## Geschichte

### Vorgeschichte
In den 1840er Jahren plante man, die bereits in Betrieb befindliche Fitchburg Railroad in Richtung Vermont und New York zu verlängern. Die Vermont and Massachusetts Railroad (VT&MA) wurde gegründet und begann mit dem Bau von Fitchburg aus. Sie erreichte 1851 Greenfield. Von hier sollte eine Strecke in Richtung Hudson River vorangetrieben werden. Zu diesem Zweck gründete man bereits 1849 die Troy and Boston Railroad (T&B) in New York, 1848 die Southern Vermont Railroad in Vermont und 1850 die Troy and Greenfield Railroad in Massachusetts, die in ihren jeweiligen Bundesstaaten die Strecke bauen sollten. Die Betriebsführung sollte letztendlich der Troy&Boston obliegen. 1851 wurde auch die Troy Union Railroad (TUR) gegründet, die alle Strecken in der Stadt Troy verbinden sollte. Die geplante Strecke sollte die Hoosac Range, einen Ausläufer der Green Mountains, queren, die Südwestecke Vermonts durchfahren und dann über Eagle Bridge nach Troy am Hudson River führen. Die Querung des Gebirgszugs sollte sich als ein schwieriges Unterfangen herausstellen. Eine oberirdische Führung kam aufgrund der topologischen Verhältnisse nicht in Frage, sodass ein 7,64 Kilometer langer Tunnel, der Hoosac-Tunnel, gegraben werden musste. 

### Bau
Der Bau begann bald und bereits am 10. März 1852 fuhren die ersten Züge aus Troy in Richtung Hoosick Falls, anfangs von einem provisorischen Endbahnhof an der Hoosick Street in Troy. Offiziell ging die Strecke bis Hoosick Junction und weiter nach Vermont am 1. August 1852 in Betrieb. Am 22. Februar 1854 wurde in Troy die Union Station, der neue Hauptbahnhof der Stadt, eröffnet und die Strecke dorthin verlängert. Der Abschnitt von der Hoosick Street zur Union Station gehörte der TUR, die wiederum zu einem Drittel der T&B gehörte. 1855 begannen die Vorarbeiten für den Tunnel. Die Strecke in Richtung Greenfield wurde allerdings zunächst nicht weitergebaut, da der Tunnelbau stagnierte. Erst im April 1859 ging der nächste Streckenabschnitt in Betrieb, sodass die Züge von Troy aus nunmehr bis North Adams am Westportal des Tunnels fahren konnten. 
Später wurden auch von Osten her Gleise verlegt. Am 1. Januar 1868 ging der Abschnitt von Greenfield bis Shelburne Falls in Betrieb. Zunächst führte die VT&MA den Betrieb auf diesem Abschnitt, da die Fertigstellung des Tunnels immer noch auf sich warten ließ. 1868 war erst ein Drittel der Tunnelröhre ausgehoben. Die Strecke wurde am 16. November 1868 bis zum östlichen Tunnelportal, dem Bahnhof Hoosac Tunnel, verlängert, sodass nunmehr nur noch der Tunnel fehlte. Erst am 9. Februar 1875 konnte der bis heute längste Eisenbahntunnel Nordamerikas außerhalb der Rocky Mountains in Betrieb gehen. Der fahrplanmäßige Verkehr wurde jedoch erst 1876 aufgenommen.

### Betrieb und teilweise Stilllegung
Schon bald wurde begonnen, die Strecke von Greenfield aus zweigleisig auszubauen. Ab 1879 ergab sich jedoch eine Konkurrenzsituation. Die Boston, Hoosac Tunnel and Western Railway (BHT&W) hatte eine eigene Strecke von Rotterdam Junction über Eagle Bridge in Richtung Hoosac-Tunnel gebaut. Sie verlief parallel zur T&B-Strecke und unterquerte sie in Hoosac Falls. Zunächst fuhren die Züge dieser Gesellschaft nur bis North Pownal, 1880 verlegte die Gesellschaft von dort bis zur Landesgrenze Vermont/Massachusetts jedoch ein zweites Gleis neben die T&B-Strecke, und vereinbarte mit der T&B, dass beide Gesellschaften die Strecke von North Adams bis North Pownal gemeinsam als zweigleisige Strecke nutzen konnten. Inzwischen war die Strecke von Greenfield bis North Adams durch die T&B zweigleisig ausgebaut worden, im Hoosac-Tunnel erst 1881. Die Konkurrenzsituation der beiden Gesellschaften nahm jedoch immer groteskere Züge an. Die Fitchburg Railroad, die ein Interesse daran hatte, ihre Züge in Richtung Westen fahren zu lassen, erwarb 1887 schließlich beide Gesellschaften und beendete die Streitereien. Die beiden Strecken wurden nun von North Pownal bis Johnsonville im Richtungsverkehr befahren. 
Später übernahm die Boston and Maine Railroad die Fitchburg und damit auch die Bahnstrecke. Sie elektrifizierte die Strecke durch den Tunnel vom Bahnhof Hoosac Tunnel bis North Adams. Der Oberleitungsbetrieb wurde am 27. Mai 1911 aufgenommen. Mit der Umstellung auf Dieselloks konnte am 24. August 1946 der elektrische Betrieb aufgegeben werden. Das zweite Streckengleis wurde 1957 zunächst im Tunnel, später auch an anderen Stellen der Strecke abgebaut, heute ist nur noch der Abschnitt zwischen Shelburne Falls und Buckland zweigleisig. Im Januar 1958 endete der Personenverkehr zwischen Williamstown und Troy, ab dem 1. Dezember 1958 auch auf dem restlichen Teil der Strecke. 
Nach Stilllegung der TUR 1963 endete der Durchgangsverkehr über die Strecke und der Güterbahnhof an der Hoosick Street wurde wie vor 1854 zum Endbahnhof. Als Stichstrecke war die Linie jedoch unrentabel und im Sommer 1971 stellte die Boston&Maine den Güterverkehr zwischen Johnsonville und Troy ein und legte den Abschnitt still. 1980 endete auch der Richtungsverkehr über die parallele Bahnstrecke North Pownal–Rotterdam Junction. Eines der beiden Gleise wurde abgebaut, und zwar zwischen North Pownal und Hoosick das der früheren Troy&Boston und zwischen Hoosick und Johnsonville das der BHT&W, sodass nur noch eine eingleisige Strecke zur Verfügung steht. Die originale Strecke Greenfield–Troy ist damit zwischen North Pownal und Hoosick sowie westlich von Johnsonville stillgelegt. Nach dem Konkurs der Boston&Maine betreiben die Pan Am Railways nun den Güterverkehr auf der Reststrecke. 2008 wurde die Strecke in das Gemeinschaftsunternehmen Pan Am Southern der Pan Am Railways und der Norfolk Southern eingebracht, um letzterer einen leistungsfähigen Zugang zum Ballungsraum Boston zu ermöglichen.

## Streckenbeschreibung

Ostportal des Tunnels ca. 1908

Die Strecke beginnt im Bahnhof Greenfield und fädelt nordwärts aus der Bahnstrecke Springfield–East Northfield aus. In einem Bogen umfährt sie die Stadt, um nach Süden zum Deerfield River zu führen. Entlang dieses Flusses verläuft die Trasse dann bergan in westlicher Richtung. Nach 15 Kilometern ist Shelburne Junction erreicht, wo die Strecke der früheren New York, New Haven and Hartford Railroad einmündet. Diese hatte von dort bis Shelburne Falls ein Mitbenutzungsrecht erworben. Am Bahnhof Shelburne Falls befindet sich das Museum der ehemaligen Straßenbahn Shelburne Falls–Colrain, die hier ihren Anfang nahm. Hier beginnt heute auch der etwa fünf Kilometer lange einzige noch zweigleisige Abschnitt der Strecke. Weiter entlang des Deerfield River erreicht die Bahntrasse nach knapp 50 Kilometern den Bahnhof Hoosac Tunnel.
Nach dem Tunnel biegt die Strecke in das Tal des Hoosic River ein, dem sie bis Johnsonville folgen wird. Auf dem Weg passiert die Trasse die südwestliche Ecke Vermonts. An der westlichen Grenze, in North Pownal, beginnt die Bahnstrecke North Pownal–Rotterdam Junction, die bis Johnsonville parallel, oft in Sichtweite, verläuft. In Hoosick Falls führt die Parallelstrecke entlang des Flussufers, während die hier beschriebene Strecke den Fluss und die Parallelstrecke auf einem langen Stahlgitterviadukt überquert. Erst im Bahnhof Eagle Bridge, der bereits seit seinem Eröffnungsjahr 1852 ein Knotenbahnhof ist, treffen sich die Strecken kurzzeitig wieder. Die Strecke biegt hier von einer eher nordwestlichen Richtung in Richtung Südwesten ab. In Johnsonville treffen die parallelen Strecken erneut aufeinander. Hier wechselt heute das Gleis von der Trasse nach Troy auf die Strecke in Richtung Rotterdam Junction und es beginnt der abgebaute Abschnitt der Strecke. Das Trassee ist noch gut erhalten und wird im Stadtgebiet von Troy zwischen Northern Drive und Middleburgh Street als Radweg unter dem Namen „Uncle Sam Bikeway“ benutzt. Südlich der Middleburgh Street befand sich der Güterbahnhof der Boston&Maine, der heute größtenteils überbaut ist bzw. als Parkplatz benutzt wird. Von der Hoosick Street bis zur früheren Troy Union Station nahe der Fulton Street ist von der Eisenbahntrasse nichts mehr zu erkennen, sie wurde vollständig überbaut. Auch das Gelände der Union Station dient zu einem großen Teil als Parkplatz.

## Kunstbauten
siehe Hauptartikel Hoosac-Tunnel
Neben dem bekannten Hoosac-Tunnel wies die Strecke einige markante Brücken über den Deerfield River und Hoosic River auf, daneben auch mehrere über deren Nebenflüsse.